# Смит, Джек (футболист, 1915)
Джон Смит (англ. John Smith; 7 февраля 1915 — 21 апреля 1975), более известный как Джек Смит (англ. Jack Smith) — английский футболист и футбольный тренер. Играл на позиции нападающего.

## Футбольная карьера
Начал играть в футбол в любительских командах «Уайтхолл Принтерс» и «Дьюсбери Мур Уэлфер». Профессиональную карьеру начал в 1932 году в клубе «Хаддерсфилд Таун». Его дебют за «терьеров» состоялся в сезоне 1932/33, а свой первый гол в чемпионате он забил 7 января 1933 года в матче против «Челси» на «Стэмфорд Бридж». 11 февраля он забил гол в ворота «Ньюкасл Юнайтед» на «Лидс Роуд», а спустя семь дней сделал «дубль» в ворота «Астон Виллы» на «Вилла Парк». Также он забил по голу в матчах против «Сандерленда», «Шеффилд Уэнсдей», «Манчестер Сити» и два мяча в игре против «Арсенала», завершив свой первый сезон в команде с 9 голами в 15 матчах. В сезоне 1933/34 Смит забил 15 голов в 24 матчах за «Хаддерсфилд» и помог своей команде занять 2-е место в чемпионате.
Сезон 1934/35 начал в «Хаддерсфилде», но уже в сентябре 1934 года перешёл в «Ньюкасл Юнайтед». Дебютировал за новую команду 22 сентября 1934 года в матче против «Плимут Аргайл», отметившись забитым мячом. Трижды подряд (в сезонах 1934/35, 1935/36 и 1936/37) становился лучшим бомбардиром сезона в составе «Ньюкасла».
Около половины сезона 1937/38 провёл в составе «Ньюкасла», но в феврале 1938 года был продан в «Манчестер Юнайтед» за 6500 фунтов (что на тот момент было рекордной суммой для клуба). 2 февраля 1938 года сыграл свой первый матч за «Манчестер Юнайтед», выйдя на поле в игре Второго дивизиона против «Барнсли» на «Оуквелл». Матч завершился вничью 2:2, один из мячей забил Смит. В оставшейся части сезона забил ещё 7 мячей и помог клубу занять второе место во Втором дивизионе, что гарантировало выход в Первый дивизион. В сезоне 1938/39 Смит забил 6 мячей, а «Манчестер Юнайтед» финишировал на 14-м месте. После этого официальные турниры были отменены из-за начала войны.
В военный период Смит продолжать выступать за «Манчестер Юнайтед» в военных лигах, в частности, в сезоне 1939/40 он забил 16 голов за клуб в западном дивизионе Военной лиги. В сезоне 1940/41 он забил 26 голов в северном региональном дивизионе Военной лиги, включая 5 голов в ворота «Блэкберн Роверс» 28 декабря 1940 года. В сезоне 1941/42 забил за клуб 18 голов в северном региональном дивизионе Военной лиги. В сезоне 1942/43 Смит забил 36 голов за «Манчестер Юнайтед», включая хет-трики в ворота «Блэкберн Роверс», «Манчестер Сити», «Рексема» (дома и на выезде), «Эвертона» и «Кру Александра». В сезоне 1943/44 Смит забил 35 голов, включая хет-трики в матчах против «Стокпорт Каунти», «Олдем Атлетик» и «Бернли». В сезоне 1944/45 он забил 9 голов, включая хет-трик в ворота «Бернли» на глазах у недавно назначенного главного тренера клуба Мэтта Басби. В сезоне 1945/46 Смит забил 17 голов, включая гол в Кубке Англии, первом официальном турнире, возобновившемся в Англии после окончания войны. Также в военное время Смит играл за «Бернли» и «Блэкберн Роверс». Несмотря на впечатляющие голевые показатели Смита в военный период (150 голов), эти матчи и голы считаются неофициальными и не учитываются в статистике. Официально Джек Смит забил только 15 голов в 41 матче за «Манчестер Юнайтед».
В марте 1946 года Джек Смит перешёл в «Блэкберн Роверс», где провёл один сезон. В мае 1947 года перешёл в «Порт Вейл». Провёл в клубе два сезона, после чего перешёл в клуб Лиги графства Чешир «Конглтон Таун», забив 10 голов в 29 матчах в Третьем южном дивизионе.
В 1950 году перешёл в клуб «Маклсфилд Таун». В сезоне 1950/51 стал лучшим бомбардиром команды с 33 голами и помог своей команде выиграть Большой кубок Чешира. В октябре 1951 года был назначен главным тренером «Маклсфилд Таун», и в сезоне 1952/53 помог клубу выиграть чемпионский титул Лиги графства Чешир.

## Статистика выступлений
| Клуб              | Сезон            | Дивизион              | Лига | Лига | Кубок | Кубок | Прочие | Прочие | Итого | Итого |
| Клуб              | Сезон            | Дивизион              | Игры | Голы | Игры  | Голы  | Игры   | Голы   | Игры  | Голы  |
| ----------------- | ---------------- | --------------------- | ---- | ---- | ----- | ----- | ------ | ------ | ----- | ----- |
| Хаддерсфилд Таун  | 1932/33          | Первый дивизион       | 15   | 9    | 0     | 0     | 0      | 0      | 15    | 9     |
| Хаддерсфилд Таун  | 1933/34          | Первый дивизион       | 24   | 15   | 1     | 0     | 0      | 0      | 25    | 15    |
| Хаддерсфилд Таун  | 1934/35          | Первый дивизион       | 6    | 0    | 0     | 0     | 0      | 0      | 6     | 0     |
| Хаддерсфилд Таун  | Итого            | Итого                 | 45   | 24   | 1     | 0     | 0      | 0      | 46    | 24    |
| Ньюкасл Юнайтед   | 1934/35          | Второй дивизион       | 27   | 16   | 1     | 0     | 0      | 0      | 28    | 16    |
| Ньюкасл Юнайтед   | 1935/36          | Второй дивизион       | 31   | 22   | 5     | 4     | 0      | 0      | 36    | 26    |
| Ньюкасл Юнайтед   | 1936/37          | Второй дивизион       | 28   | 24   | 1     | 0     | 0      | 0      | 29    | 24    |
| Ньюкасл Юнайтед   | 1937/38          | Второй дивизион       | 18   | 7    | 1     | 0     | 0      | 0      | 19    | 7     |
| Ньюкасл Юнайтед   | Итого            | Итого                 | 104  | 69   | 8     | 4     | 0      | 0      | 112   | 73    |
| Манчестер Юнайтед | 1937/38          | Второй дивизион       | 17   | 8    | 0     | 0     | 0      | 0      | 17    | 8     |
| Манчестер Юнайтед | 1938/39          | Первый дивизион       | 19   | 6    | 1     | 0     | 0      | 0      | 20    | 6     |
| Манчестер Юнайтед | 1945/46          |                       | 0    | 0    | 4     | 1     | 0      | 0      | 4     | 1     |
| Манчестер Юнайтед | Итого            | Итого                 | 36   | 14   | 5     | 1     | 0      | 0      | 41    | 15    |
| Блэкберн Роверс   | 1946/47          | Первый дивизион       | 30   | 12   | 4     | 0     | 0      | 0      | 34    | 12    |
| Блэкберн Роверс   | Итого            | Итого                 | 30   | 12   | 4     | 0     | 0      | 0      | 34    | 12    |
| Порт Вейл         | 1946/47          | Третий южный дивизион | 3    | 1    | 0     | 0     | 0      | 0      | 3     | 1     |
| Порт Вейл         | 1947/48          | Третий южный дивизион | 26   | 9    | 1     | 1     | 0      | 0      | 27    | 10    |
| Порт Вейл         | Итого            | Итого                 | 29   | 10   | 1     | 1     | 0      | 0      | 30    | 11    |
| Маклсфилд Таун    | 1949/50          | Лига графства Чешир   | 6    | 1    | 0     | 0     | 0      | 0      | 6     | 1     |
| Маклсфилд Таун    | 1950/51          | Лига графства Чешир   | 28   | 23   | 3     | 6     | 7      | 4      | 38    | 33    |
| Маклсфилд Таун    | 1951/52          | Лига графства Чешир   | 4    | 3    | 0     | 0     | 1      | 1      | 5     | 4     |
| Маклсфилд Таун    | Итого            | Итого                 | 38   | 27   | 3     | 6     | 8      | 5      | 49    | 38    |
| Итого за карьеру  | Итого за карьеру | Итого за карьеру      | 282  | 156  | 22    | 9     | 8      | 5      | 312   | 173   |

## Достижения
Манчестер Юнайтед
- Победитель Второго чемпионата Военной лиги северного дивизиона: 1941/42

Маклсфилд Таун
- Обладатель Большого кубка Чешира: 1951
- Победитель Лиги графства Чешир: 1952/53